# Festival de Baía das Gatas

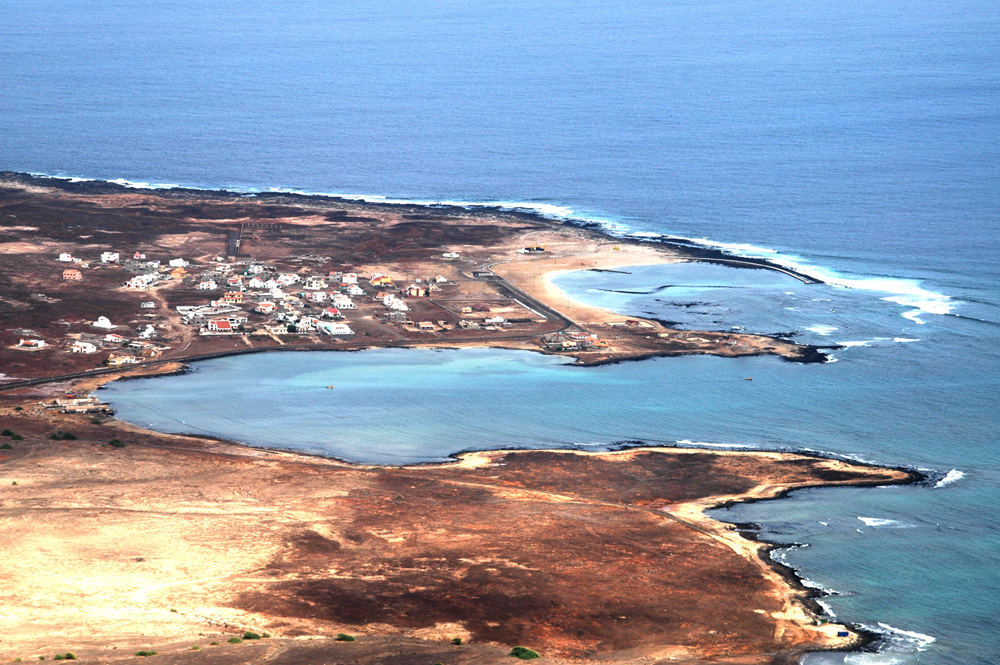
Baía das Gatas, où se déroule le festival.

Le Festival de Baía das Gatas est un festival de musique cap-verdien très populaire. Sorte de « Glastonbury Atlantic », il se tient chaque année en août à Baía das Gatas, sur l'île de São Vicente, depuis 1984.

## Histoire
Le festival est créé en 1984 par le compositeur et musicien Vasco Martins et quelques amis, avec d'abord un modeste budget de 180 mille d'escudos et un équipement d'une puissance limitée à 150 watts. La première année, les musiciens viennent surtout de Mindelo, mais peu à peu la notoriété de l'évènement s'étend aux autres îles et aux Cap-Verdiens de la diaspora. À partir de la fin des années 1990, il s'ouvre aux artistes étrangers. Dans l'intervalle, le budget s'est multiplié par vingt et plus de 15 000 spectateurs sont désormais au rendez-vous. La popularité grandissante de Cesária Évora, native de l'île, a grandement contribué à son essor.

## Organisation
Le festival a lieu un week-end de pleine lune au mois d'août et dure trois jours. Organisé par la mairie, il est gratuit.
Les événements musicaux sont complétés par des courses de chevaux, des sports nautiques, des danses et l'élection de « Miss Baía ».